# Kevin Wimmer
Kevin Wimmer, né le 15 novembre 1992 à Wels, est un footballeur international autrichien qui évolue au poste de défenseur central au Slovan Bratislava.

## Biographie

### En club
Le 29 août 2017, Wimmer s'engage pour cinq saisons avec Stoke City.
En manque de temps de jeu à Stoke, Kevin Wimmer est prêté pour la saison 2018-2019 au club allemand de Hanovre.

### En équipe nationale
Kevin Wimmer est convoqué pour la première fois par le sélectionneur national Marcel Koller pour un match amical face aux États-Unis le 19 novembre 2013. Il entre à la 92e minute à la place de Christoph Leitgeb (victoire 1-0).

## Palmarès
FC Cologne
- Champion d'Allemagne de D2 en 2014.

## Statistiques
| Saison                | Club                  | Championnat           | Championnat | Championnat | Coupe(s) nationale(s) | Coupe(s) nationale(s) | Compétition(s) continentale(s) | Compétition(s) continentale(s) | Compétition(s) continentale(s) | Autriche | Autriche | Total | Total |
| Saison                | Club                  | Division              | M.          | B.          | M.                    | B.                    | Comp.                          | M.                             | B.                             | M.       | B.       | M.    | B.    |
| 2011-2012             | LASK Linz             | Erste Liga            | 28          | 4           | 3                     | 0                     | -                              | -                              | -                              | -        | -        | 31    | 4     |
| 2012-2013             | FC Cologne            | 2. Bundesliga         | 9           | 0           | 2                     | 0                     | -                              | -                              | -                              | -        | -        | 11    | 0     |
| 2013-2014             | FC Cologne            | 2. Bundesliga         | 26          | 2           | 2                     | 0                     | -                              | -                              | -                              | 1        | 0        | 29    | 2     |
| 2014-2015             | FC Cologne            | Bundesliga            | 32          | 0           | 2                     | 0                     | -                              | -                              | -                              | 1        | 0        | 35    | 0     |
| 2015-2016             | Tottenham Hotspur     | Premier League        | 10          | 0           | 5                     | 0                     | C3                             | 6                              | 0                              | 2        | 0        | 23    | 0     |
| 2016-2017             | Tottenham Hotspur     | Premier League        | 5           | 0           | 4                     | 0                     | C1                             | 1                              | 0                              | 4        | 0        | 14    | 0     |
| 2017-2018             | Stoke City            | Premier League        | 17          | 0           | 2                     | 0                     | -                              | -                              | -                              | -        | -        | 19    | 0     |
| Total sur la carrière | Total sur la carrière | Total sur la carrière | 127         | 6           | 20                    | 0                     | -                              | 7                              | 0                              | 8        | 0        | 162   | 6     |